# Operacions de la Segona Guerra Mundial
Aquesta és una llista de les operacions militars de la Segona Guerra Mundial. Està ordenada d'acord amb el teatre d'operacions. S'inclouen, a més, cobrir aspectes significatius, com pot ser l'Holocaust, les operacions d'intel·ligència o operacions de la postguerra.

## Àfrica
Les banderes mostrades són les pròpies d'aquella època.
No estan incloses les relatives a la campanya del Nord d'Àfrica.
- Amenaça (Menace) (1940)   — desembarcament dels francesos lliures i dels britànics sobre Dakar, a l'Àfrica Occidental Francesa (Senegal)
- Aparició (Appearance) (1941)   — Desembarcament britànic a la Somàlia britànica ocupada pels italians.
- Cronòmetre (Chronometer) (1941)   — Desembarcaments britànics a Assab, el darrer port italià al Mar Roig
- Cuirassat (Ironclad) (1942)   — la batalla per Madagascar
- Enllaunada (Canned) (1940)  — Bombardeig naval britànic de Banda Alula, a la Somàlia italiana
- Subministrament (Supply) (1941)  — Patrulles navals antisubmarines a Madagascar

## Atlàntic
Inclou les accions a l'oceà Atlàntic, a l'oceà Àrtic, al mar del Nord i les accions contra naus en port.
- Arc de Sant Martí (Regenbogen) (1942)  — Atac fracassat alemany contra el comboi JW-51B a l'Àrtic, pel Admiral Hipper i el Lutzow.
- Avançar-se (Obviate) (1944)  — Atac de la RAF contra el Tirpitz
- Berlín (1941)  — Travessia atlàntica dels creuers Scharnhorst i Gneisenau.
- Caça de la Guineu (Foxchase) (1945)  — Operació contra la navegació a Noruega
- Calaix de Sastre (Potluck) (1944)  — Atac aeri britànic contra la navegació a Noruega
- Catecisme (Catechism) (1944)  — Atac final de la RAF contra el Tirpitz
- Cèrber (Cerberus) (1942)  — Fugida de les principals naus alemanyes des de Brest fins als ports d'Alemanya
- Cova del Drac (Drachenhohle) (1944)  — atac avortat contra la Home Fleet a Scapa Flow, fent servir Mistel
- Croquet (1944)  — Bloqueig aliat dels ports noruecs
- Cúpula (Cupola) (1945)  — Bloqueig aliat dels ports noruecs
- Dervish (1941)  — Primer dels combois àrtics vers la Unió Soviètica
- Diligència (Alacrity) (1943)  — Patrulles navals aliades a les Açores
- Dominó (1943)  — Segona sortida a l'Àrtic avortada pel Scharnhorst, el Prinz Eugen i destructors.
- EJ (1941)  — Operació contra la navegació a Noruega
- Esgarrapada de Tigre (Tiger Claw) (1944)  — Seqüència de 4 atacs aeris contra el Tirpitz.
- Exercici Rin (Rheinübung)  — Atatcs planejats alemanys contra la navegació aliada portats a terme pel Bismarck i pel Prinz Eugen.
- Flauta Màgica (Zauberflöte) (1942)  — retorn del danyat Prinz Eugen des de Trondheim fins a Alemanya.
- Font (Source) (1943)  — atacs de submarins classe X britànics contra els vaixells ancorats a Noruega
- Front Oriental (Ostfront) (1943)  —Operació final del Scharnhorst per interceptar el comboi JW-55B
- Goodwod I, II, III & IV (1944)  — Seqüència de 4 atacs aeris contra el Tirpitz.
- Hússar (Husar) (1943)  — Operació cancel·lada contra la navegació al mar de Kara pel Lutzow
- Líder (Leader) (1942)  - Atac a la navegació alemanya a les aigües de Nouega
- Llum Mortal (Deadlight) (1945)  — Desballestament dels U-boots en la postguerra
- Lúcid (Lucid) (1940)  — Intent de destruir les gabarres alemanyes destinades a la invasió.
- Mascota (Mascot) (1944)  — Seqüència de 4 atacs aeris contra el Tirpitz.
- Moviment de Cavallers (Rösselsprung) (1942)  — Operació naval alemanya per atac el comboi PQ-17 a l'Àrtic
- Mur de Pedra (Stonewall) (1943)  — Operació Aliada per interceptar les naus de bloqueig a la badia de Biscaia
- Múscul (Brawn) (1944)  — Seqüència de 4 atacs aeris contra el Tirpitz.
- Paderborn (1943)  — Tercer i darrera temptativa per traspassar (finalment amb èxit) el Scharnhorst i destructors a Noruega.
- País de les Meravelles (Wunderland) (1942)  — Operació alemanya contra la navegació al Mar de Kara pel Admiral Scheer
- Palau Esportiu (Sportpalast) (1942)  — Operació naval alemanya avortada per atacar els combois de l'Artic PQ-12 i QP-8
- Paravane (1944)  — Atac de la RAF contra el Tirpitz
- Planeta (Planet) (1944)  — Seqüència de 4 atacs aeris contra el Tirpitz.
- Posseidor (Holder) (1943)  — Transport especial naval britànic fins a Musmansk
- Posthorn (1944)  — Atac aeri britànic contra la navegació a Noruega
- Primavera (Primrose) (1941)  — captura de la màquina Enigma i documentació del U-110 per HMS Bulldog
- Repic de Tambor (Paukenschlag) (1942)  — Campanya submarina alemanya contra la navegació a la Costa Est dels Estats Units
- Rodella (Roundel) (1945)  — Escorta britànica d'un comboi a Múrmansk
- Tancament (Enclose) (1943)  — Ofensiva aèria antisubmarina britànica a la badia de Biscaia
- Teatre del Front (Fronttheater) (1943)  — Primera sortida a l'Àrtic avortada pel Scharnhorst, el Prinz Eugen i destructors.
- Tour del Mar del Nord (Nordseetour) (1940)  —Primera incursió a l'Atlàntic del Admiral Hipper.
- Tsar (Zarin) (1942)  — Acció de minatge a Nova Terra pel Admiral Hipper
- Túnel (Tunnel) (1943)  — Pla britànic per interceptar les naus de bloqueig
- Tungstè (Tungsten) (1944)  — Atac aeri des de portaavions contra el Tirpitz.
- Ventada Doble (Doppelschlag) (1942)  — Operació contra la navegació a Nova Terra pel Admiral Scheer i pel Admiral Hipper.
- Viking (Wikinger) (1940)  — Incursió dels destructors alemanys al Mar del Nord

## Escandinàvia
Inclou les operacions a Dinamarca, Finlàndia, Noruega, Suècia, Islàndia i Groenlàndia
- Avet Est (Tanne Ost) (1944)  — Intent alemany de capturar Suursaari a Finlàndia
- Avet Oest (Tanne West) (1944)  — Intent alemany de capturar les illes Åland a Finlàndia
- Alfabet (Alphabet) (1940)  — evacuació de les tropes britàniques de Noruega
- Aroma de llimona (Zitronella) (1943)  — Atac alemany contra l'estació anglo-noruega de Svalbard
- Arquer (Archery) (1941)  — Atac de comandos britànics a Vågsøy, Noruega
- Aurora Boreal (Nordlicht) (1944)  — Retirada alemanya de la península de Kola cap a Noruega
- Búfal (Büffel) (1940)  — Operació de relleu de tropes a Narvik, Noruega
- Cartago (Carthage) (1945)  — Bombardeig de la RAF sobre el quarter general de la Gestapo a Copenhaguen
- Caterina (Catherine) (1939)  — Pla per obtenir el control del mar Bàltic
- Claymore (1941)  — Atac sobre les illes Lofoten
- Costat Artiller (Gunnerside) (1943)  — Segon atac contra la planta d'aigua pesant de Vemork
- Estudiant novell (Freshman) (1942)  — Atac fracassat contra una planta d'aigua pesant a Vemork
- Exercici Weser (Weserübung) (1940)  — Invasió alemanya de Dinamarca i Noruega
- Exercici Weser Nord (Weserübung Nord) (1940)  — Invasió alemanya de Trondheim i Narvik
- Exercici Weser Sud (Weserübung Sud) (1940)  — Invasió alemanya de Bergen, Kristiansand i Oslo
- Font (Source) (1945)   — Resposta britànica a l'Operació Sicília
- Forquilla (Fork) (1940)  — Invasió britànica d'Islàndia
- Gall Negre (Birkhahn) (1945)  — Evacuació alemanya de Noruega.
- Guant (Gauntlet) (1941)    — Atac sobre Spitsbergen
- Guineu Blava 1 (Blaufuchs 1) (1941)  — Pas de les forces alemanyes d'Alemanya a la Finlàndia septentrional
- Guineu Blava 2 (Blaufuchs 2) (1941)  — Pas de les forces alemanyes de Noruega a la Finlàndia septentrional
- Guineu de Platí (Platinfuchs) (1941)  — atacs alemanys cap a Múrmansk provenint de Petsamo
- Guineu Polar (Polarfuchs) (1941)  — Atac alemany cap a des de la Lapònia finesa
- Guineu Platejada (Silberfuchs) (1941)  — Operacions alemanyes a l'Àrtic
- Ícar (Ikarus) (1940)  — Pla per envair Islàndia en resposta a l'Operació Forca britànica
- Juno (1940)  — Operacions navals alemanyes per destorbar els subministraments aliats cap a Noruega.
- Júpiter (1942)  — Suggeriment d'invasió de Noruega
- Lachsfang (1942)   — Proposta d'atac germano-finès contra Kandalaksha i Belomorsk.
- Mitjó (Anklet) (1941)  — Atac sobre les posicions alemanyes a les illes Lofoten
- Mosquetó (Musketoon) (1942)   — Destrucció britànico-noruega d'una estació energètica a Noruega
- Nus de Fusta (Holzauge) (1942)  — Activitats a Groenlàndia
- R 4 (1940)  — Pla per envair Noruega
- Ren (Renntier) (1941)  — Ocupació alemanya de Petsamo
- Salvar Bornholm (Rädda Bornholm) (1945)  — Desembarcaments suecs a l'illa de Bornholm
- Salvar Dinamarca (Rädda Danmark) (1945)  — Pla suec per alliberar Dinamarca abans que el país fos ocupat per la Unió Soviètica (cancel·lat per la rendició d'Alemanya)
- Salvar Sjælland (Rädda Själland ) (1945)  — Desembarcaments suecs a l'illa de Sjælland
- Sèpals/Pètals (Sepals/Perianth)  — Operació de la OSS a Suècia
- Sicília (Sizilien) (1943)  — Atac alemany per conquerir Spitsbergen
- Tetraònid ( Grouse ) (1942)  — Guia noruega a  Estudiant novell
- Vern (Birke) (1944)  — Pla alemany per retirar-se de la Finlàndia septentrional abans de la Guerra de Lapònia
- Wilfred (1940)  — Pla britànic per minar la costa de Noruega

## Executiva Especial d'Operacions
- Antropoide (Antropoide) (1941)   – Assassinat a Praga de Reinhard Heydrich
- Grapa (Flipper) (1941)  — Intent de segrestar o assassinar al General Rommel abans de l'Operació Crusader.

## Front Occidental
Inclou les operacions terrestres i navals al Front occidental, però queden excloses:
- les operacions purament navals tingudes lloc a les aigües adjacents (ja apareixen a la relació de l'Atlàntic)
- les operacions a Escandinàvia
- les operacions a la Mediterrània i Itàlia (veure Mediterrània)

- Agressiu (Bellicose) (1943)  — bombardeig britànic contra Friedrichshafen i La Spezia.
- Almàdena (Sledgehammer)  (1942) — desembarcament a o a Brest (part d'Envoltar)
- Ambaixador (Ambassador) (1940)  — atac de commandos sobre Guernsey
- Amherst (Amherst) (1945)  — Assalt aerotransportat britànic sobre els Països Baixos
- Arbre de Nadal (Tannenbaum) (1940)  — Plans per la invasió de Suïssa
- Arcada (Archway)  — Operació del SAS en suport de l'Pillatge
- Ariel (1940)   — retirada aliada de França fent servir els ports entre Cherbourg i la frontera espanyola
- Atac de l'Àliga (1940) (Adlerangriff)   — Temptativa de l'Eix de destruir la RAF abans de llançar l'operació Lleó Marí
- Àtila (Attila) (1940)   — Ocupació alemanya de la França de Vichy, amb el suport italià (variant de Cas Anton)
- Atlàntic (Atlantic) (1944)  - Ofensiva en conjunció a l'operació Goodwood per conquerir la ciutat de Caen
- Aubery (Aubery) (1944)  - pla per conquerir la ciutat i el port de Port-en-Bessin durant el Dia D
- Ballesta (Crossbow) (1943/1944)  — pla per destruir els centres de producció i llançament de coets. Vegeu també Boca de Canó.
- Basalt (Basalt) (1940)  — Atac contra Sark
- Berlín (1944)  — retirada de la 1a Divisió Aeotransportada britànica
- Boca de Canó (Pointblank) (1943)   — Pantalla per a l'ofensiva de bombardeig de la USAAF i la Royal Air Force en preparació d'Overlord.
- Bolero (Bolero) (1942)   — Construcció de material i reclutament de tropes per Roundup. Posteriorment s'usaria per Torxa i Overlord
- Bremen ( Bremen) (1945)  — Ocupació de Bremen
- Cas Anton (Fall Anton) (1942)  — Ocupació alemanya de la França de Vichy
- Cas Groc (Fall Gelb) (1939—40)  — Ofensiva contra els Països Baixos, Bèlgica i Luxemburg
- Cas Otto (Fall Otto) (1937)  — Pla per ocupar Àustria
- Cas Richard (Fall Richard) (1937)  — Pla per si els soviètics/comunistes prenien el control a Espanya
- Cas Vermell (Fall Rot) (1935)  — Pla de defensa conjunt amb Cas Blau. Preveia la defensa contra agressions militars a l'oest
- Cas Verd (Fall Grün) (1940)  — Pla d'invasió alemany d'Irlanda com a part de Lleó Marí
- Cas Vermell (Fall Rot) (1939—40)  — Invasió de França i expulsió del Cos Expedicionari Britànic
- Carro (Chariot) (1942)  — atac sobre Saint-Nazaire
- Catigar (Chastise) (1943)  — Bombardeig de les preses de la zona del Ruhr, popularment conegut com l'Atac dels Dambuster
- Cerber (Zerberus) (1942)  — Sortida dels principals vaixells alemanys de Brest
- Cicle (Cycle) (1940)     — Evacuació aliada de Le Havre
- Clipper ( Clipper) (1944)   — Assalt aliat sobre la Línia Sigfrid a Geilenkirchen.
- Cobra (1944)  — Sortida de Normandia
- Colpejar (Biting) (1942)  — Atac de commando sobre les estacions de ràdar a França
- Cometa (Comet) (1944)  — esborrany inicial per Horta
- Concertina (Concertina) (1943)  — Propostes per reconquerir Alderney
- Colxa (Coverlet) (1943)  — Propostes per reconquerir Guernsey
- Cóndor (Condor) (1943)  — Propostes per reconquerir Jersey
- Constel·lació (Constellation) (1943)  — Una de les diverses propostes per reconquerir les illes del Canal
- Constel·lació (Constellation) (1944)  — Ocupació de Venraij i Venlo pel VIII Cos britànic
- Cop Doble (Double Strike) (1945)  — Bombardeig de Regensburg i Schweinfurt.
- Corona (Corona) (1942)  — Atac de bombarders sobre Kassel
- Dinamo (Dynamo) (1940)    — evacuació aliada de Dunkerque
- Enamorat (Infatuate)   - Operació destinada a obrir el port d' Anvers al transport marítim, com a part de la batalla de l'Escalda
- Envoltar (Roundup) (1942)  — pla per envair Europa en cas que Alemanya o la Unió Soviètica es col·lapsessin. Posteriorment s'abandonà per l'Operació Torxa
- Fletxa Verda (Grunpfeil) (1940)  — Invasió de les illes britàniques del canal.
- Frankton (1942)  — atac de comandos britànics sobre la navegació a Bordeus
- Gall Negre (Blackcock) (1945)  — Neteja del Triangle del Roer pel Segon Exèrcit Britànic
- Gomorra (Gomorrha) (1943)   — Seqüència d'atacs aeris sobre Hamburg
- Goodwood (1944)  — Temptativa britànica per sortir de Normandia
- Granada (Grenade) (1945)  — Travessa del Roer pel Novè Exèrcit Americà
- Granit (Granite) (1940)  — Conquesta del mitjançant Fallschirmjäger
- Grifó (Greif) (1944)  — infiltració a les línies aliades fent servir tropes amb uniforme aliat
- Habakkuk (Habakkuk) (1943)  — Projecte de construcció d'un portaavions de gel
- Hidra (Hydra) (1943)  — bombardeig del centre de recerca de coets de Peenemünde.
- Horta (1944)    — Temptativa aliada de travessar el baix Rin mitjançant una operació paracaigudista
- Jornada de Tardor ( Herbstreise) (1940)  — Pla d'invasió alemany d'Escòcia com a diversió per a Lleó Marí
- Jubileu (Jubilee) (1942)   — Atac fracassat contra Dieppe
- Lila (Lila) (1942)  — Pla per capturar la flota francesa a Toulon
- Lleo Marí (Seelöwe) (1940)  — Pla per la invasió del Regne Unit
- Manhattan (1941—1945)  — programa per construir una bomba atòmica
- Marina (Marine) (1940)  — Llançament de mines navals al Rin
- Martell d'Orelles (Clawhammer) (1942)  — Plans per un atac de comandos britànics sobre un ràdar a França
- Mil·lenni (Millenium) (1942)  — Atac de 1.000 bombarders sobre Colònia
- Mora (Mulberry) (1944)  — Creació de ports artificials usant vaixells bloquejats i panells prefabricats durant Overlord
- Morralla (Whitebait) (1943)  — bombardeig del centre de recerca de coets de Peenemünde.
- Nelson (1944)  — acció cancel·lada del SAS a França
- Neptú (Neptune) (1944)     — Fase de desembarcament d'Overlord
- Newton (1944)  — Acció de les SAS de la França Lliure a Borgonya
- Ninot de Neu ("Schneeman") (1945)  — Temptativa d'obrir un segon front als Països Baixos
- Overlord (1944)     — Invasió de Normandia
- Pegàs (Pegasus) (1944)   — rescat de les tropes aerotransportades després del fracàs d'Horta
- Pillatge (Plunder) (1945)   — Travessa del Rin pel 21è Grup d'Exèrcits
- Pirata (Pirate) (1944)   — Exercici d'entrenament anglo—canadenc previ al Dia D a la badia de Studland, Anglaterra
- Plutó (Pluto) (1944)  — Construcció d'oleoductes submarins entre Anglaterra i França
- Ratolí (Maus) (1942)   — Ofensiva contra el Caucas
- Reina (Queen) (1944)   — Operacions de suport aeri al bosc de Hürtgen a l'est d'Aquisgrà
- Roundhammer  (1942) — pla revisat per Envoltar
- Sonata a la Llum de la Lluna (Mondscheinsonate) (1940)  — Atac de la Luftwaffe sobre Coventry
- Tro (Thunderclap) (1945)  — Seqüència d'atacs aeris sobre Dresden
- Tros d'Or (Goldflake) (1945)  — Desplaçament del Primer Cos Canadenc d'Itàlia cap a l'Europa nord-occidental.
- Universitat (Varsity)   — Travessa aerotransportada en conjunció a l'Pillatge
- Vent del Nord ("Nordwind") (1945)  — Temptativa d'obrir un segon front a Alsàcia
- Vigilància del Rin (Wacht am Rhein) (1944)  — Contraofensiva a les Ardenes
- Windsor (1944)   - Part de l'ofensiva sobre Caen.
- XD (1940)  — Operacions de demolició per evitar la captura de les instal·lacions i deposits petroliers pels alemanys.
- W (Plan W) (1942)   — pla entre els Aliats i Èire per combatre davant Fall Grün

## Front Oriental
- Acció 24 (Aktion 24) (1945)  — Un intent (sense èxit) per fer servir Mistels i Do 24s carregats d'explosius per destruir ponts estratègics
- Anell (Koltso) (1943)  — Destrucció de l'exèrcit encerclat a Stalingrad
- Anníbal (Hannibal) (1945)  — Evacuació de la Prússia Oriental
- Arpó (Harpune) (1941)  — Operació de diversió de Barbarroja, apuntant cap al sud d'Anglaterra des de França.
- Aster (1944)  — Retirada d'Estònia
- Bagration (1944)  — Ofensiva a gran escala a Belarús
- Barbarroja (Barbarossa) (1941)       —Invasió de la Unió Soviètica per part de les potències de l'Eix
- Beowulf I & II (1941)  — Dos plans separats per assaltar les illes estonianes de Saaremaa, Hiiumaa i Muhu.
- Blau (Blau) (1942)  — Atac cap al sud de la Unió Soviètica
- Blücher (1942)   — campanya al Caucas
- Braunschweig (1942)  — avanç cap Stalingrad i el Caucas
- Cacera de Piocs (TrappenJagd) (1942)   — ofensiva a la Península de Kerch
- Cas Blanc (Fall Weiβ) (1939) — Invasió de Polònia
- Cas Blau (Fall Blau) (1935)  — Pla de defensa conjunt amb Cas Vermell. Preveia la defensa contra agressions militars a l'est.
- Cas Verd (Fall Grün) (1938)  — Pla per ocupar Txecoslovàquia
- Ciutadella (Zitadelle) (1943)  — Ofensiva alemanya a Kursk
- Concert (Concerto) (1943)  — Atacs partisans contra les comunicacions ferroviàries per tal d'interrompre els reforços alemanys durant la batalla del Dnieper.
- Despertar de la Primavera (Frühlingserwachen) (1945)   — contraatac contra els soviètics a Hongria. Va ser la darrera gran ofensiva de l'Eix al Front Oriental.
- Dietrich contraatac planejat per rellevar al Sisè Exèrcit encerclat a Stalingrad usant les divisions panzers SS Leibstandarte Adolf Hitler i Großdeutschland.
- Dofí (Delphin) (1943)  —retirada alemanya de Saaremaa, Estònia
- Edelweiss (Edelweiβ) (1942)  — Avanç a través del Caucas cap als camps petroleres de Bakú i la costa del mar Negre
- Empényer gel (Eisstoss) (1941)  — Atacs de la Luftwaffe contra els vaixells soviètics ancorats a Leningrad
- Est (Ost) (1941)  — Sub-pla de 'Siegfried
- Estrella Polar (Poliarnaia Zvezda) (1943)  — Ofensiva per destruir el Grup d'Exèrcits Nord
- Flamingo (1942)  — Enviament de Mishinskii com a agent alemany a jerarquia militar soviètica
- Frederic (Fridericus) (1942)   — Conquesta de Vorónej
- Foc Màgic (Feuerzauber) (1942)  — Pla per capturar Leningrad
- Götz v. Berlichingen (un cavaller de la Guerra Suaba) (1941)  —atacs aèris contra la Marina Soviètica a Leningrad (part d'Empényer gel)
- Guspira (Iskra) (1943)  — Contraatac soviètic a Leningrad durant el setge de la ciutat
- Humbert (Hubertus) (1942)  — atac contra Stalingrad
- Iassi-Kixinev (1944)  — Derrota de les forces alemanyes a Romania
- Josep (Joseph) (1944)  — Proposta per destruir el subministrament elèctric a Moscou
- Júpiter (1942)  — segona fase de l'ofensiva soviètica fracassada al sortent de Rjev
- Konrad (1945)   — Esforços germano-alemanys per rellevar a la guarnició assetjada a Budapest
- Kremlin (Kremlin) (1942)  — Diversió de l'ofensiva sud
- Kutúzov (1943)  — Atac sobre el 2n Exèrcit Panzer, a la regió d'Orel, al nord de la protuberància de Kursk
- Laura (1944)  — proposta per la retirada de Curlàndia
- Lel (1941)  — Sub-pla de Vent del Nord.
- Liuban (1942)  — Temptativa fracassada per rellevar Leningrad
- Llentia (Chechevitsa) (1944)  — Expulsió de les poblacions txetxenes i Inguixèties del nord del Caucas cap al Kazakhstan i el Kirguizstan
- Llop (Wolf) (1942/43)  — Operacions de sabotatge darrere les línies soviètiques
- Llums del Nord (Nordlicht) (1942)  — Assalt planejat sobre Leningrad
- Margarita (Margarethe) (1944)  — Operacions militars per evitar la deserció d'Hongria
- Mart (1942)  — gran ofensiva soviètica fracassada al sortent de Rjev
- Martell de Ferro (Eisenhammer) (1943)  — pla abandonat per atacar les plantes energètiques prop de Moscou i Gorky
- Martinet (Fischreiher) (1942)  — ofensiva per capturar Stalingrad
- Mig (Mitte ) (1941)  — Sub-pla de 'Siegfried
- Narwa (1942/43)  — Operacions de sabotatge darrere les línies soviètiques
- Nau (1941)  — Sub-pla de Vent del nord.
- Oest (West) (1941)  — Sub-pla de 'Siegfried
- Ous de granota (Froschlaich) (1941)  —atacs aèris contra la Marina Soviètica a Leningrad (part d'Empényer gel)
- País de les Meravelles (Wunderland) (1942)  — Operacions navals contra la flota soviètica al Mar de Kara
- Pesca de l'esturió (Störfang) (1942)  — Assalt final alemany sobre Sebastòpol
- Polikov (1942/43)  — Operacions de sabotatge darrere les línies soviètiques
- Polkovodets Rumiantsev (1943)  — Desfeta del 4t Exèrcit Panzer i del Destacament d'Exèrcit Kempf del Grup d'Exèrcits Sud
- Praga (1945)  — Ofensiva sobre Praga a les etapes finals de la guerra
- Rennstrecke (1944)  — Pla per enviar subministraments per via aèria a les tropes aïllades darrere les línies soviètiques
- Salzsee (1944)  — Operació de sabotatge a Kalmutskaia
- Samland (1945)  — Conquesta de Königsberg
- Saturn (1942)  — Atac posterior a l'encerclament de Stalingrad
- Siegfried (1941)  — Assalt alemany de Hiiumaa
- Siniavino (1941) & (1942)  — Temptatives soviètiques d'alliberar Leningrad
- Stimmung ( Stimmung) (1941)  — Sub-pla de Nordwind.
- Solstici d'Hivern (Sonnenwende) (1945)  — Ofensiva a Pomerània per aturar l'avanç cap a Berlín
- Sud-oest (Unternehmen Südost) (1939)  — Ocupació alemanya de Txecoslovàquia
- Suvórov (1943)  — Reconquesta de Spas-Demensk, El'nia, Roslavl' i Smolensk.
- Tauró (Haifisch) (1941)  — Operació de diversió de Barbarroja, apuntant cap a Escòcia i el nord d'Anglaterra des de Noruega
- Tempesta d'Hivern (Wintergewitter) (1942)   — temptativa del Grup d'Exèrcits Don per rellevar al Sisè Exèrcit encerclat a Stalingrad
- Tempesta Occidental ( Weststurm) (1941)  — Bombardeig naval de suport a Beowulf II.
- Tifó (Taifun) (1941)  — Ofensiva per conquerir Moscou abans de l'hivern
- Tro (Donnerschlag) (1942)  — pla de retirada del Sisè Exèrcit
- Urà (1942)  — encerclament soviètic del Sisè Exèrcit a Stalingrad
- Vent del nord ( Nordwind ) (1941)  — Diversió de Beowulf II.
- Vent de l'oest (Westwind) (1941)  — Diversió de Beowulf II.
- Vent del sud (Südwind) (1941)  — Diversió de Beowulf II.
- Wilddieb (1944)  — Operació del RSHA per monitorar el tràfic radiofònic de les tropes alemanyes aïllades

## Mediterrània
Inclou les operacions navals i terrestres en les regions de la riba mediterrània.
- 25 (1941)    — Invasió de Iugoslàvia
- Acord (Agreement) (1942)    — Atacs contra objectius del nord d'Àfrica
- Aida (1942)   — Avanç de l'Afrika Korps a Egipte.
- Aire matinal (Morgenluft) (1941)  — Ocupació de Gafsa
- Albada (Sunrise) (1945)   — Negociacions per aconseguir la rendició alemanya a Itàlia
- Albada (Morgenrote) (1944)  — contraatac alemany davant l'operació Pedregós
- Allau (Avalanche)   (1943) — desembarcaments Aliats al golf de Salern, Regne d'Itàlia
- Anti-Atlas (1944)  — Operació fracassada per introduir agents al nord d'Àfrica
- Arpó (Harpoon) (1942)  — Comboi de Malta des de Gibraltar
- Ascendent (Ascendant) (1942)  - Pla de diversió de l'operació Pedestal
- Aspirant (Challenger)  — Pla per assetjar Ceuta
- Baríton (Baritone) (1942)  - Club run de 29 Spitfires per Malta
- Barrets (Hats) (1940)  — Comboi a Malta des d'Alexandria
- Baobab (Baobab) (1944)  — Operació del SAS per destruir un pont ferroviari entre Pesaro i Fano
- Bastó (Blackthorn)  — Pla per donar suport a Gibraltar
- Begonya (Begonia) (1943)  — Part aerotransportada d'una temptativa britànica per rescatar presoners de guerra a Itàlia (vegeu també Operació Jonc)
- Bertram (Bertram) (1942)  — Operació de distracció en preparació a la segona batalla d'El Alamein
- Blanc ( White) (1940)  — Lliurament de Hurricanes a Malta (8 perduts en ruta)
- Bodden (1941)   — Operacions de la intel·ligència alemanya als voltants de Gibraltar
- Boira de tardor 2 (Herbstnebel) (1944)  — proposta rebutjada per retirar tropes a Itàlia darrera del riu Po
- Brevetat (Brevity) (1941)  — Captura britànica del Pas de Halfaya, Egipte
- Brossa (Brushwood) (1942)  — Assalt americà a Fedala
- Bruíxola (Compass) (1940)  — Contraofensiva britànica al nord d'Àfrica
- C (1941)  — Pla per la confiscació de Gibraltar
- Calendari (Calendar) (1942)   — Lliurament de Spitfires a Malta
- Campaneta (Snowdrop) (1942)    — Atacs contra Bengasi
- Cap de bou (Ochsenkopf) (1942)  — contraatacs de la campanya de Tunísia
- Capbussada (Dove) (1944)   — Component de planadors de l'operació Drac
- Capri (1942)   — Contraatac a Medenine, Tunísia
- Càstig (Strafe) (1941)  — Bombardeig de Belgrad per la Luftwaffe com a part de l'Operació 25
- Carn Picada (Mincemeat) (1943)  — Operació de desinformació anterior a la invasió de Sicília
- Castanya (Chestnut) (1943)  — Atac del SAS en suport de la invasió de Sicília
- Chettyford (1944)   — Operacions de diversió per a Shingle
- Ciutat de la Badia (Baytown) (1943)  — Desembarcament Aliat a Calàbria, Itàlia
- Coet (Rocket) (1940)  — Comboi des de Gibraltar a Malta
- Collar (Collar) (1940)  — Comboi des de Gibraltar a Malta i d'allà a Egipte
- Colós (Colossus) (1941)  — Atac experimental paracaigudista de l'aqüeducte italià prop de Calitri (Egipte)
- Conseller (Boardman) (1943)   — Operació de Diversió per a Avalanche
- Croat (Crusader) (1941)  — Relleu britànic de Tobruk
- Curs d'entrenament (Lehrgang) (1943)  — evacuació de Sicília posterior a l'Operació Husky
- Destral de Guerra (Battleaxe) (1941)   — Atac fracassat anglo—indi sobre les forces de l'Eix al nord d'Àfrica per rellevar la guarnició de Tobruk
- Diadema (Diadem) (1944)  — Assalt Aliat sobre les defenses alemanyes de la Línia Gustav a Itàlia.
- Drac ( Dragoon) (1944)    — Invasió aliada al sud de França
- Dunlop (Dunlop) (1941)  — Lliurament de 24 Hurricanes a Malta (se'n va perdre 1)
- Edat de Pedra (Stone Age / Stoneage) (1942)  — Comboi de Malta des d'Alexandria
- Eix (Achse) (1943)  — Resposta alemanya a la retirada italiana.
- Embogit (Bersek] (1942) -  - Maniobres de preparació per a l'operació Pedestal
- Empalmament (Splice) (1941)  - Enviament de Hurricanes a Malta
- Enclusa (Anvil) (1944)    — Pla de la invasió aliada a la Costa Blava. Posteriorment es modificaria a Drac
- Escorpí (Scorpion) (1941)   — contraatac alemany al pas de Halfaya
- Escuma (Brandung) (1941)   — Ofensiva de l'Eix cap a El Alamein
- Espinada (Backbone) (1942)  — Pla de contingència per ocupar el Marroc Espanyol i la zona al voltant de Gibraltar si els alemanys entraven a Espanya
- Espinada II (Backbone II) (1943)  — Pla de contingència per ocupar el Marroc Espanyol i la zona al voltant de Gibraltar si els alemanys entraven a Espanya
- Etapa Conill (Etappenhase) (1944)  — temptativa avortada per establir bases a la frontera entre Algèria i Tunísia
- Excés (Excess) (1941)  — Comboi de Malta
- Excursió I & Excursió II (Outing & Outing II) (1944)  — operacions anti-navegació al mar Egeu
- Exportador (Exporter) (1941)   — Invasió Aliada de Síria i el Líban controlats per Vichy
- Fèlix (Felix) (1940—41)  — Pla per a la invasió de Gibraltar
- Flor Solar ( Sonnenblume )  (1941) — Moviment de l'Afrika Korps com a resultat de l'operació Compas
- Fred Còmode (Cold Comfort) (1945)  — Atac del SAS fracassat per bloquejar una via ferroviària al Pass Brenner
- Fusta Flotant (Driftwood) (1944)  — Atac fracassat sobre objectius ferroviàris al nord de Roma
- GA3 (1941) -  Atac de la Xª Flottiglia MAS contra els vaixells ancorats al port d'Alexandria
- Gertrudis (Gertrud)  — pla de resposta en cas que Turquia s'unís als Aliats
- Gegant II (Giant II)  — Salt cancel·lat de la 82a Divisió Paracaigudista prop de Roma
- Gimnasta (Gymnast)   — Nom inicial de l'Operació "Torxa"
- Giravoltar (Span) (1944)   — Operació de diversió en suport a l'operació Drac
- Gisela (1942)  — segon pla de resposta davant una invasió Aliada de la península Ibèrica
- Granada (Pomegranate) (1944)  — Atac del SAS en suport a Shingle
- Grandiloqüència ( Fustian) (1944)  — Captura d'un pont a Sicília pels paracaigudistes
- Grog (Grog) (1941)  — Bombardeig naval de Gènova
- Guillotina (Guillotine) (1941)  — Enviament de tropes a Xipre
- Guillotina (Guillotine) (1943)  — Avanç Aliat de la Cirenaica a la Tripolitània
- Halberd (1941)  — Comboi de Malta des de Gibraltar
- Hèrcules (Herkules) (1942)  — pla per a la invasió aerotransportada de Malta
- Husky (Husky)   (1943) — Invasió aliada de Sicília
- Ilana (1942)  — retocs a Isabella
- Isabel (Isabella) (1941)  — plans d'operacions a la península Ibèrica
- Jacint (Hyacinth) (1942)    — Atacs contra Barce
- Jonc (Jonquil) (1943)  — Part naval d'una temptativa per rescatar presoners de guerra britànics a Itàlia (vegeu també Operació Begonya)
- Judici (Judgement) (1940)  — Atac aeri britànic contra la flota italiana ancorada al port de Tàrent
- LB (LB) (1942)  — Lliurament de Spitfires a Malta
- Ladbroke ( Ladbroke) (1943)  — Aterratge de planadors a Siracusa, Sicília
- Llast (Ballast)  — Pla per donar suport Gibraltar
- Llevataps (Corkscrew) (1943)  — Ocupació aliada de Pantel·leria
- Lloança (Accolade) (1943)   — proposta per l'ocupació britànica de Rodes i, subseqüentment, ocupació fracassada del Dodecanès
- Llustre (Lustre)      — Reforçament Aliat de Grècia
- Malta Due (1941) -  Atac a Malta per la 10a Flotilla MAS
- Manxes (Bellows) (1942)  — Club Run de Spitfiress a Malta
- Marita (1941)  — invasió de Grècia.
- Mediterrània (Mittelmeer) (1940—1941)  — reforç de la Regia Aeronautica a la Mediterrània
- Mercuri (Merkur) (1941)  — invasió alemanya de Creta
- MG3 (1942)  - Comboi esquer com a diversió de l'operació Pedestal
- MG4 (1942)  - Bombardeig naval de Rodes com a diversió de l'operació Pedestal
- Moro (1941)   — Reavituallament dels U-boots a Espanya
- N.A. 1 (1942) -  Atac de la Xª Flottiglia MAS contra els vaixells ancorats al port d'Alger
- Narcís (Daffodil) (1942)    — Atacs contra Tobruk
- Narcís (Narcissus) (1943)  — Atac del SAS en un far de Sicília
- Nuremberg (Nurnberg) (1943)  — tercer i darrer pla en cas de desembarcaments aliats a la península Ibèrica (fortificació alemanya dels Pirineus)
- Observador (Spotter) (1942)   — Lliurament de Spitfires a Malta
- Ofegar (Strangle) (1944)  — Bombardeig Aliat de les línies de subministrament alemanyes, en preparació a l'Operació Diadema
- Otto (1936)   — Assistència militar a Franco
- Pallassada (Slapstick) (1944)  — Desembarcaments britànics a Tàrent
- Pedestal (Pedestal) (1942)  — Comboi de Malta des de Gibraltar
- Pelegrí (Pilgrim) (1941)  — Pla de contigència britànic per assetjar les illes Canàries
- Pedra Negra (Blackstone) (1942)  — Assalt nord—americà sobre Safi, Marroc
- Peu Lleuger (Lightfoot) (1942)   — Primer atac dels britànics i els australians a el Alamein.
- Pertetua ( Perpetual) (1942)  — Desembarcament britànic al Cap Carbon
- Pilar (Goalpost) (1942)  — Assalt americà a Port Lyautey (avui Kenitra)
- Plantació ( Bowery) (1942)   — Lliurament de Spitfires a Malta
- Pressa (Hurry) (1940)  — Lliurament de Hurricanes a Malta
- Pugilista (Pugilist) (1943)   — Atac aliat sobre la línia Mareth i avanç cap a Sfax
- Puma (Puma) (1941)  — pla de contigència britànic per assetjar les illes Canàries
- Rascle (Portcullis) (1942) —  — Comboi a Malta des d'Alexandria
- Repetició (Encore) (1945) — Assalt Aliat sobre posicions muntanyenques a Itàlia
- Reservista ( Reservist) (1942)   — Atac fracassat a Oran
- Romeo (Romeo)  — Assalt de la França Lliure contra una bateria costanera alemanya
- Rostit ( Roast) (1945)  — operació dels Commandos al llac Comacchio, al nord-est d'Itàlia
- Sàfic ( Sapphic)  — pla per donar suport a Gibraltar
- Saxifraga (Saxifrage) (1943)  — quatre equips de 2 SAS per destruir la línia de ferrocarril entre Ancona i Pescara
- Shingle (1944)   — Desembarcaments Aliats a Anzio
- Somni de Nit d'Estiu (Sommernachtstraum) (1941)   —
- Substància (Substance) (1941)  — Comboi a Malta
- Supercàrrega (Supercharge) (1942)   — Segona etapa de l'atac britànic i neozelandès a el Alamein
- Supercàrrega II (Supercharge II) (1942)  — trencament al pas de Tebaga, Tunísia
- Tempesta d'Hivern (Wintergewitter) (1941)   — Ofensiva de l'Eix contra la 92a Divisió d'Infanteria als Apenins
- Teseu (Theseus) (1942)   — Ofensiva per expulsar els Aliats de Cirenaica i Egipte
- Tigre (Tiger) (1941)  — Comboi a Malta
- Tómbola (Tombola) (1945)  — Atac del SAS a Itàlia
- Torxa (Torch) (1942)   — Desembarcaments Aliats al Marroc francès i a Algeria
- Traçador (Tracer) (1941)  — Lliurament de Hurricanes a Malta
- Traçador (Tracer)  — Missió d'espionatge si Gibraltar queia en mans de l'Eix.
- Traspic (Candytuft) (1943)  — Operació del SAS per destruir un pont ferroviari entre Pesaro i Fano
- Tulipa (Tulip) (1942)    — Reconquesta de l'oasi de Jalo
- Vado (Vado) (1940)  - Bombardeig naval de Gènova
- Venècia (Venezia) (1941)   — Atac de l'Èix sobre la Línia de Gazala
- Vent de primavera (Frühlungswind) (1943)   — atac sobre el CCA/1 a Sidi bou Zid.
- Verònica (Speedwell) (1945)  — Operació del SAS darrere les línies enemigues per interrompre les comunicacions ferroviàries al nord d'Itàlia.
- Vesuvi (Vesuve) (1943)  — Desembarcaments de la França Lliure a Còrsega
- Vigorós (Vigorous) (1942)  — Comboi de Malta des d'Alexandria
- Violeta Alpina (Alpenveilchen)  (1941) — pla per a la intervenció alemanya a Albània
- Vulcà (Vulcan) (1943)    — Assalt final aliat sobre les tropes de l'Eix atrapades a Tunísia
- Wop (1943)  — Ocupació de Gafsa per part de la 1a Divisió
- Zombie (Zombie) (1945)  — Nom original de l'operació Fred Còmode

## Pacífic
- A-Go (1944) — Pla japonès per entaular combat i destruir la flota americana durant els desembarcaments de Saipan
- AL (1942) — Invasió japonesa de les Aleutianes occidentals
- Agafacolls (Catchpole) (1944)  — Invasió nord-americana d'Eniwetok
- Bon Temps (Goodtime)  (1943) — Desembarcaments neozelandès a les illes Tresor
- Caiguda (Downfall) (1945)  — Plans per la invasió del Japó
- Calamarsa (Hailstone) (1944)  — Atac aeri contra Truk
- Casa de camp (Cottage) (1943)   — Reconquesta de Kiska a les Aleutianes
- Cascada (Fall River) (1942)  — Reforços aliats i construcció d'un camp d'aviació a Milne Bay, Papua Nova Guinea
- Celeritat (Dexerity) (1943-1944)   — Desembarcaments aliats a Arawe, el Cap Gloucster i Saidor; i captura de l'aeròdrom de Tuvulu
- Cicló (Cyclone) (1944)  — Desembarcament aerotransportat a Noemfoor (Nova Guinea Holandesa)
- Cirerer Florit (Cherry Blossom) (1943) —  (1943) — Desembarcaments estatunidenc l'illa de Bougainville
- Corona (Coronet) (1946)     — Segon dels dos passos de la invasió del Japó
- Cranc de sorra (Sandcrab) (1943)  — Operació nord-americana per reconquerir l'illa Attu a les Aleutianes
- Crònica (Chronicle)    (1943-1944) — Desembarcaments aliats a l'illa Woodlark i a Kiriwina (Nova Guinea) per donar suport l'operació Roda de Carro
- Decisiva (Ketsu-Go) (1945) — Pla japonès per respondre l'esperada invasió americana del Japó
- Destacament (Detachment) (1945)  — Invasió nord-americana d'Iwo Jima
- Fam (Starvation) (1945)  — Minatge des de l'aire dels ports i vies fluvials japonesos
- Farratjador (Forager) (1944)  — Assalt nord-americà contra les illes Marianes
- Feliç (Blissful )  (1943) — Desembarcaments estatunidenc l'illa Choiseul
- Ferran (Ferdinand) (1942)  — Coastwatchers enviats a les illes ocupades pels japonesos
- FS (1944) — Pla japonès per aïllar Austràlia capturant Nova Caledònia, Samoa i les illes Fiji
- Fusell de Guspira (Flintlock) (1944)  — Assalt nord-americà sobre les illes Marshall
- Galvànic (Galvanic ) (1943)  — Assalt nord-americà contra les illes Gilbert
- Habitant (Inmate) (1945)   — Bombardeig britànic i neozelandès de Truk
- Hawaii (1941) — atac japonès a Pearl Harbor
- I (1943) — Ofensiva aèria japonesa per aturar els avanços aliats a Nova Guinea i Guadalcanal
- Iceberg (Iceberg) (1945)     — Invasió aliada d'Okinawa
- Juneau (Juneau) (1945)  — Operacions de minat a Okinawa
- K-1 (1942) — reconeixement i atac aeri japonès sobre Pearl Harbor
- Ka (1942) — Pla japonès per destruir la flota americana i reconquerir Guadalcanal
- Ke (1943) — Evacuació japonesa de Guadalcanal
- Ke-Go (1943) — Evacuació japonesa de Kiska, a les Aleutianes
- Llentia (Lentil) (1945)  — Atac aeri de la Flota del Pacífic contra Pangkalan Brandan (Sumatra oriental)
- Majestuós (Majestic) (1945)     — Invasió aliada de Kiushu. Abandonada en favor de l'operació Olímpic.
- Meridià (Meridian) (1945)  — Atac de la Flota del Pacífic contra Palembang
- MO (1942) — Invasió japonesa avortada de Port Moresby, Nova Guinea
- Ofegat II (Stalemate II) (1944)  — Invasió americana de Peleliu
- Olímpic (Olympic) (1945)  — Primer dels dos passos de la invasió del Japó
- PM (1945)  — Retirada dels camps minats defensius als voltants d'Auckland, Nova Zelanda
- Pissarra Neta (Cleanslate) (1943)  — Desembarcaments americans a les Illes Russell
- Porticó (Postern)   (1943) — Desembarcaments aliats a Lae, Papua Nova Guinea
- Punyalada (Stab)    (1942) - Diversió prèvia a la campanya de Guadalcanal
- Roda de Carro (Cartwheel)    (1943-1944) — Ofensiva aliada a l'Àrea del Pacífic Sud-oest, per tal d'aïllar la base japonesa de Rabaul
- Sho-Go (1945) — Pla japonès davant la invasió americana de l'illa de Leyte
- Tan N.2 — Missió Kamikaze de llarg abast contra la flota aliada ancorada a l'atol d'Ulithi
- Talaia  — (Watchtower) (1942) invasió estatunidenca de Guadalcanal
- Un Cel (Ten-Gō) (1945) — Defensa naval japonesa d'Okinawa
- Ungles (Toenails)    (1943) — Desembarcaments aliats a Nova Geòrgia
- Venjança (1943)  — Assassinat de l'almirall japonès Isoroku Yamamoto
- Z (1941) — atac japonès a Pearl Harbor

## Sud-est asiàtic
- Anakim   — Proposta estratègica per reconquerir Birmània i reobrir la ruta terrestre vers Xina
- Artificier (Pigstick) (1944)  — Plans de desembarcaments amfibis a les illes Andaman i a Arakan abandonats per manca de material.
- Bajadere (1942)   — Operació de les forces especials alemanyes a l'Índia, incloent-hi la Legió de l'Índia Lliure
- Bàlsam (Balsam) (1945)  — reconeixement fotogràfic de la Malaïsia meridional i atac aeris contra els camps d'aviació de Sumatra
- Bisbe (Bishop) (1945)  — Operació de cobertura per Dràcula.
- Capital (Capital) (1943)  — Conquesta aliada de la Birmània spetentrional
- Carlinga (Cockpit) (1944)       — Bombardeig aeronaval aliat sobre Sabang, Sumatra
- Carnesí (Crimson) (1944)      — Bombardeig aeronaval aliat de Sabang, Sumatra
- Collie (Collie) (1945)  — Atacs aeronavals contra les illes Nicobar i cobertura aèria per a les forces dragamines prop de l'illa de Phuket.
- Combat (Struggle) (1945)  — Destrucció del Takao de la Marina Imperial Japonesa al port de Síngapor, mitjançant mini-submarins classe XE
- Cremallera (Zipper) (1945)  — Plans per a un assalt amfibi britànic a Malàisia
- Culebrina (Culverin) (1943)  — Proposta aliada per envair la Sumatra septentrional
- Detectiu (Sleuth) (1944)   — Persecució dels vaixells pirates alemanys a l'oceà Índic
- Dimarts (Thursday) (1944)  — Operació dels Chindits a Birmània
- Dintell (Transom) (1944)       — Atac naval i aeri sobre Surabaya, a Java
- Diplomat (Diplomat) (1944)      — Maniobres aliades de preparació per operacions conjuntes contra els japonesos
- Dràcula (Dracula) (1945)  — Assalt amfibi britànic sobre Yangon, Birmània
- Ducat (Dukedom) (1945)  — Recerca i destrucció britànica del creuer japonès Haguro
- Enllaunada (Canned) (1944)  — Operació de recerca i destrucció dels petrolers de subministrament alemanys
- Festa d'Embarcament (Boarding Party) (1943)  — Atac contra els vaixells alemanys al port neutral de Goa.
- Franz (Franz) (1942)  — Proposta per establir equips de sabotatge a l'Iran
- Ha-Go (1944)  — Acció japonesa destinada a aïllar i destruir les forces britàniques i índies a Birmània
- Jaywick (Jaywick) (1943)   — Atac anglo-australià contra la navegació japonesa al port de Singapur
- Krohcol ( Krohcol) (1942)  — Moviment preventiu britànic a Tailàndia per fer front a una esperada acció japonesa
- Llentia (Lentil) (1945)  — Atac aeronaval contra les refineries de Sumatra
- Llibrea (Livery) (1945)  — Atacs aeronavals contra la Malaisia septentrional i cobertura aèria per a les operacions de llançament de mines
- Lliscós (Slippery) (1945)  — Pla de diversió per a l'Operació Cremallera
- Matador (1941)  — Plans britànics per a un moviment preventiu contra Siam des de Malàisia
- Matador (Matador) (1945)  — Ocupació britànica de l'illa Ramree
- Meridià (Meridian) (1945)  — Atacs aeronavals sobre instal·lacions a Sumatra
- Mosul (Mosul) (1944)  — Llançament d'agents i subministraments prop de Mosul
- Pamflet (Pamphlet) (1943)  — Trasllat de tropes australianes des de Suez fins a Austràlia
- Panyals (Longcloth) (1943)  — avanç Chindit cap a Birmania
- Regata (Regatta) (1941)   — Avanç de la 21a Brigada des de Basta a través del Tigris
- Regulta (Regulta) (1941)   — Desplegament de la Brigada Eufrates des de Basra fins a Kut mitjançant barcasses i vapors
- Sabina (Sabine) (1941)   — Invasió aliada d'Iraq
- Semblant (Countenance) (1941)   — Invasió aliada de l'Iran neutral
- Sabre (Sabre) (1945)  — Tall dels cables de telèfon submarins de Saigon
- Sankey (Sankey) (1945)  — Desembarcaments dels Marines Reials a l'illa Cheduba
- Sheikh Mahmut (Sheikh Mahmut) (1943)  —Temptativa fracassada d'establir bases a l'Iraq
- Taló (Talon) (1945)  — Conquesta britànica de l'illa d'Akyab i construcció d'una base aèria en suport de la campanya de Birmània.
- U-Go (1944)   — Assalt japonès sobre Imphal i Kohima
- Xapa (Foil) (1945)  — Tall dels cables de telèfon submarins de Hong Kong

## Xina
- Alfa (1944)   — Millora de les defenses de Kunming contra les amenaces japoneses
- Ichigo (1944)  — Campanya japones a la Xina oriental per assegurar les rutes terrestres vers Indo-Xina
- Matterhorn (1944)  — Establiment de bases pels bombarders B-29 nord-americans.
- Sankō (1942-1944)  — Campanya japonesa en cinc províncies del nord-est de la Xina per esclafar la resistència xinesa posterior a l'ofensiva del Centenar de Regiments
- Tempesta d'Agost (1945)  — Invasió soviètica de Manxukuo i d'altres territoris ocupats pels japonesos.

## Tecnologia
- Afrodita (Aphrodite) (1944)  Ús dels B-17 com a míssils per control de ràdio
- Alsos (Alsos) (1940-1945)   — Esforços aliats per aconseguir dades del desenvolupament de la fissió nuclear per part dels alemanys
- Banc de Proves XII (Prüfstand XII) (194?)  — Programa per desenvolupar un submarí que llancés míssils V-2
- Beethoven (1941-1945)  — Programa alemany per desenvolupar compostos aeronàutic (Mistel)
- Bonavista (Hawkeye) (1944)  — Recerca del ràdar per part de la Marina dels Estats Units
- Cèsar (Caesar) (1945)  — Enviament de plans tècnics i materials estratègics al Japó, usant el U-864
- Cirurgià (Surgeon) (1945-)  — Programa per expotar els avenços aeronàutics alemanys; semblant a Clip
- Clip (Paperclip) (1945-)  — Captura de científics i tècnics alemanys de la indústria dels coets; semblant a Cirurgià.
- Operació Desert  - Pla alemany per fabricar combustible sintètic
- Epsilon (1945)  — Espionatge o empresonament dels científics alemanys
- Estrella Polar (Stella Polaris) (1944-)  — Traspàs d'equipament i personal d'intel·ligència de senyals finès a Suècia després de la Guerra de continuació.
- Fondalada (Harborage) (1945)  — Recollida americana de les proves atòmiques abans de l'ocupació francesa
- Fort (Lusty) (1945)  — Accions destinades per capturar documentació científica, instal·lacions i avions alemanys
- Gran (Big) (1945)  — Captura d'una pila atòmica a Haigerloch
- Manhattan (1942—1945)    — Programa aliat de desenvolupament de la primera bomba atòmica
- Petardeig (Backfire) (1945)  — Llançament de míssils V-2 capturats.
- Pont III (Most III) (1944)   — Enviament de components de V-2 capturats de la Polònia ocupada al Regne Unit. També coneguda com a Wildhorn III.
- Robust (Lusty) (1945)  — Accions portades a terme pels americans per capturar documentació i instal·lacions científiques.

## Diplomàcia
- Arcàdia (Arcadia)   - Trobada a Whasington entre Winston Churchill i Franklin Delano Roosevelt el Nadal de 1941-42
- Quadrant (Quadrant)    - Trobada a Quebec entre Winston Churchill, Franklin Delano Roosevelt i Mackenzie King.
- Sextant (Sextant) (1943)    — Trobada a Teheran entre Winston Churchill, Franklin Delano Roosevelt i Ióssif Stalin.
- Tolstoi (Tolstoy)   — Quarta trobada a Moscou entre Winston Churchill i Ióssif Stalin.

## Països participants
| Aliats - — Austràlia - — Bèlgica - — Brasil - — Canadà - — Dinamarca - — Estats Units - — França Lliure - — Grècia - — Índia - — Iugoslàvia - — Noruega - — Nova Zelanda - — Països Baixos - — Polònia - — Regne Unit - — Sud-àfrica - — Unió Soviètica - — Xina | Eix - — Alemanya - — Croàcia - — Eslovàquia - — Espanya - — França de Vichy - — Finlàndia - — Hongria - — Itàlia - — Japó - — Manxukuo - — Romania - — Tailàndia | Neutrals - — Iraq - — Irlanda - — Suècia - — Suïssa |